# سيكولوجية العلاقات بين الجماعات
يولي علم النفس الاجتماعي اهتماماً خاصاً من جانبه بالعلاقات بين الجماعات عن طريق تزويد المتخصصين في هذا المجال بأطر وأدبيات نظرية ، فضلاً عن التطبيقات المشتقة من الدراسـات الإمبيريقية . وتبحث هذه النظريات ، والدراسات الإمبيريقية –غالباً- عن سببية الصراع من خلال الإجابة على عدة تساؤلات : لماذا يكره أعضاء جماعةٍ ما أعضاء الجماعات الأخرى ؟ ، ولماذا يقللون من شأنهم ، ويوصمونهم بأحط الصور ، والأفكار النمطية ؟ وما الذي يجعلهم يمارسون كل أشكال التمييز ضدهم ؟ .
	ويتناول هذا الكتاب أبرز النظريات في العلاقـات بين الجماعات : نظرية الهوية الاجتماعية ، ونظرية تصنيف- الذات ، والتصنيف الاجتماعي ، ونظرية المقارنة الاجتماعية ، والأفكار النمطـية ، والتعصب ، والتفاوض .
	وكان هدف الكتاب من ذلك تقديم أحدث النظريات في العلاقات بين الجماعات ، والخروج من إطار علم النفس الاجتماعي التقليدي الذي استند في تفسيره للعلاقات بين الجماعات لوقت طويل على نظريات كانت تنظر إلى سلوك الجماعات على أنه منحدر من أصول أكثر بدائية ، ومن صور غير عقلانية للتفاعل الاجتماعي ، وأنه محصلة للغرائز والانفعالات ، وقوانين الإشراط ... الخ .
	والنظريات التي يتناولها الكتاب خرج أغلبها من علم النفس الاجتماعي الأوروبي كردة فعل قوية تجاه هذا الإطار التقليدي من تفسير سلوك الجماعة ، وحاولت هذه النظريات أن تجد تحليلات ، وتفسيرات مقنعة لسلوك وعلاقات الجماعات ، ونجحت بالفعل في تقديم تحليلاً منطقياً لهذا السلوك بالتركيز على السياق الاجتماعي السياسي ، والبحث عن الجـوانب المعرفية والدافعية لسوك الجماعات .
والحق أقول أن اهتمام علم النفس الاجتماعي بالعلاقات بين الجماعات على هذا النحو الحديث في تناوله ، قد تأخر كثيراً في بيئتنا العربية ؛ على الرغم من الجهودٌ التي بذلت من جانب أساتذتنا في العالم العربي ، إلا أن هذه الجهود كانت قليلة ، ويحاول هذا الكتاب المتواضع أن يضيف جهداً يسيراً إلى ما قد سبقه من جهد . 
وإحقاقاً للحق ، أرى أنه لزاماً علي أن أشكر كل من ساهم في تخريج هذا الكتاب ، وأولهم هيئة تحرير سلسلة عالم المعرفة التي أتاحت الفرصة لنشر هذا الكتاب ، والتي قدمت ملاحظات كانت مثمرة وأفادت الكتاب وأضافت إليه . 
ثم أتقدم بخالص شكري لأستاذي : الأستاذ الدكتور / محمود السيد أبو النيل ، أستاذ علم النفس بجامعة عين شمس ، والدكتور / طارق محمد عبد الوهاب ، أستاذ علم النفس المساعد بجامعة جنوب الوادي على تعاونهما ، وجهدهما الخالص لإنجاح الكتاب .